# 哈默·德罗伯特
哈默·德罗伯特（英語：Hammer DeRoburt；1922年9月25日—1992年7月15日），男，瑙鲁政治人物，首任瑙鲁总统。

## 生平
1955年—1968年，任瑙鲁首席酋长。1968年—1989年，4次担任瑙鲁总统。